# ماتش تي في
ماتش تي في (بالروسية: Матч ТВ)‏ هي قناة رياضية روسية عامة بدأت البث في 1 نوفمبر 2015. تم إنشاء القناة بأمر من الرئيس الروسي فلاديمير بوتين، بمساعدة من مكتب تحرير جازبروم-الإعلامية القابضة، ومساعدة تقنية من إيه إن أو للبث الرياضي (علامة بانوراما التجارية) وتردد روسيا-2 (شركة عموم روسيا للراديو والتلفزيون الحكومية).
المنتج العام للقناة هي تينا كانديلاكي.

## روابط خارجية
- ماتش تي في على فيسبوك
- الموقع الرسمي